# Division d'Honneur 1932-1933 (Lussemburgo)
La Division d'Honneur 1932-1933 è stata la 23ª edizione del massimo campionato lussemburghese di calcio. La stagione è iniziata il 28 agosto 1932 ed è terminata il 24 gennaio 1933. La squadra Red Boys Differdange ha vinto il titolo per la terza volta nella sua storia.

## Formula
Vengono assegnati 2 punti alla vittoria, un punto al pareggio, nessun punto alla sconfitta.
Le 8 squadre partecipanti si affrontano in un girone di andata e ritorno, per un totale di 14 giornate.

Le ultime due classificate retrocedono direttamente in Promotion.

## Classifica finale
|                        | Pos. | Squadra                  | Pt | G  | V  | N | P  | GF | GS | DR  |
| ---------------------- | ---- | ------------------------ | -- | -- | -- | - | -- | -- | -- | --- |
| Lussemburgo (bandiera) | 1.   | Red Boys Differdange     | 27 | 14 | 13 | 1 | 0  | 61 | 8  | +53 |
|                        | 2.   | Spora Luxembourg         | 16 | 14 | 7  | 2 | 5  | 37 | 34 | +3  |
|                        | 3.   | Progrès Niedercorn       | 15 | 14 | 7  | 1 | 6  | 20 | 23 | -3  |
|                        | 4.   | Fola Esch                | 13 | 14 | 6  | 1 | 7  | 24 | 36 | -12 |
|                        | 5.   | The National Schifflange | 13 | 14 | 5  | 3 | 6  | 23 | 19 | +4  |
|                        | 6.   | Union Luxembourg         | 12 | 14 | 2  | 2 | 7  | 28 | 27 | +1  |
|                        | 7.   | Stade Dudelange          | 11 | 14 | 4  | 3 | 7  | 18 | 37 | -19 |
|                        | 8.   | Red Black Pfaffenthal    | 5  | 14 | 1  | 3 | 10 | 11 | 38 | -27 |

Legenda:

      Campione del Lussemburgo 1932-1933

      Retrocesse in 1. Division 1933-1934

### Calendario
| Andata (1ª)  | Andata (1ª) | Prima giornata    | Ritorno (8ª) | Ritorno (8ª) |
|              |             |                   |              |              |
| 28 ago. 1932 | 2-0         | Fola-Red Black    | 3-0          | 23 ott. 1932 |
| 28 ago. 1932 | 1-1         | National-Red Boys | 0-2          | 23 ott. 1932 |
| 28 ago. 1932 | 0-0         | Niedercorn-Stade  | 2-0          | 23 ott. 1932 |
| 28 ago. 1932 | 5-2         | Union-Spora       | 3-3          | 23 ott. 1932 |

| Andata (2ª) | Andata (2ª) | Seconda giornata    | Ritorno (9ª) | Ritorno (9ª) |
|             |             |                     |              |              |
| 4 set. 1932 | 6-0         | National-Niedercorn | 1-0          | 30 ott. 1932 |
| 4 set. 1932 | 3-1         | Red Boys-Union      | 3-1          | 30 ott. 1932 |
| 4 set. 1932 | 1-1         | Stade-Red Black     | 2-5          | 30 ott. 1932 |
| 4 set. 1932 | 7-3         | Spora- Fola         | 1-3          | 30 ott. 1933 |

| Andata (3ª)  | Andata (3ª) | Terza giornata   | Ritorno (10ª) | Ritorno (10ª) |
|              |             |                  |               |               |
| 11 set. 1932 | 0-2         | Red Black-Spora  | 1-7           | 13 nov. 1932  |
| 11 set. 1932 | 4-0         | Red Boys-Fola    | 7-2           | 13 nov. 1932  |
| 11 set. 1932 | 0-1         | Stade-National   | 3-2           | 13 nov. 1932  |
| 11 set. 1932 | 2-3         | Union-Niedercorn | 0-1           | 13 nov. 1932  |

| Andata (4ª)  | Andata (4ª) | Quarta giornata    | Ritorno (11ª) | Ritorno (11ª) |
|              |             |                    |               |               |
| 18 set. 1932 | 4-0         | Fola-Niedercorn    | 0-5           | 20 nov. 1932  |
| 18 set. 1932 | 3-1         | National-Red Black | 1-1           | 20 nov. 1932  |
| 18 set. 1932 | 3-1         | Red Boys-Spora     | 9-0           | 20 nov. 1932  |
| 18 set. 1932 | 3-1         | Union-Stade        | 2-3           | 20 nov. 1932  |

| Andata (5ª)  | Andata (5ª) | Quinta giornata    | Ritorno (12ª) | Ritorno (12ª) |
|              |             |                    |               |               |
| 25 set. 1932 | 1-5         | Niedercorn-Spora   | 3-1           | 27 nov. 1932  |
| 25 set. 1932 | 0-4         | Red Black-Red Boys | 1-6           | 27 nov. 1932  |
| 25 set. 1932 | 3-1         | Stade-Fola         | 0-2           | 27 nov. 1932  |
| 25 set. 1932 | 2-0         | Union-National     | 2-5           | 27 nov. 1932  |

| Andata (6ª) | Andata (6ª) | Sesta giornata      | Ritorno (13ª) | Ritorno (13ª) |
|             |             |                     |               |               |
| 2 ott. 1932 | 1-1         | Fola-National       | 2-1           | 11 dic. 1932  |
| 2 ott. 1932 | 0-2         | Niedercorn-Red Boys | 0-1           | 11 dic. 1932  |
| 2 ott. 1932 | 0-2         | Red Black-Union     | 0-0           | 11 dic. 1932  |
| 2 ott. 1932 | 2-2         | Spora-Stade         | 0-2           | 11 dic. 1932  |

| Andata (7ª) | Andata (7ª) | Settima giornata     | Ritorno (14ª) | Ritorno (14ª) |
|             |             |                      |               |               |
| 9 ott. 1932 | 3-1         | Fola-Union           | 0-4           | 22 gen. 1933  |
| 9 ott. 1932 | 0-3         | Red Black-Niedercorn | 1-2           | 18 dic. 1932  |
| 9 ott. 1932 | 12-0        | Red Boys-Stade       | 4-1           | 18 dic. 1932  |
| 9 ott. 1932 | 2-0         | Spora-National       | 2-1           | 18 dic. 1932  |